# Baños de la Encina
Baños de la Encina is een gemeente in de Spaanse provincie Jaén in de regio Andalusië met een oppervlakte van 392 km². In 2001 telde Baños de la Encina 2686 inwoners.

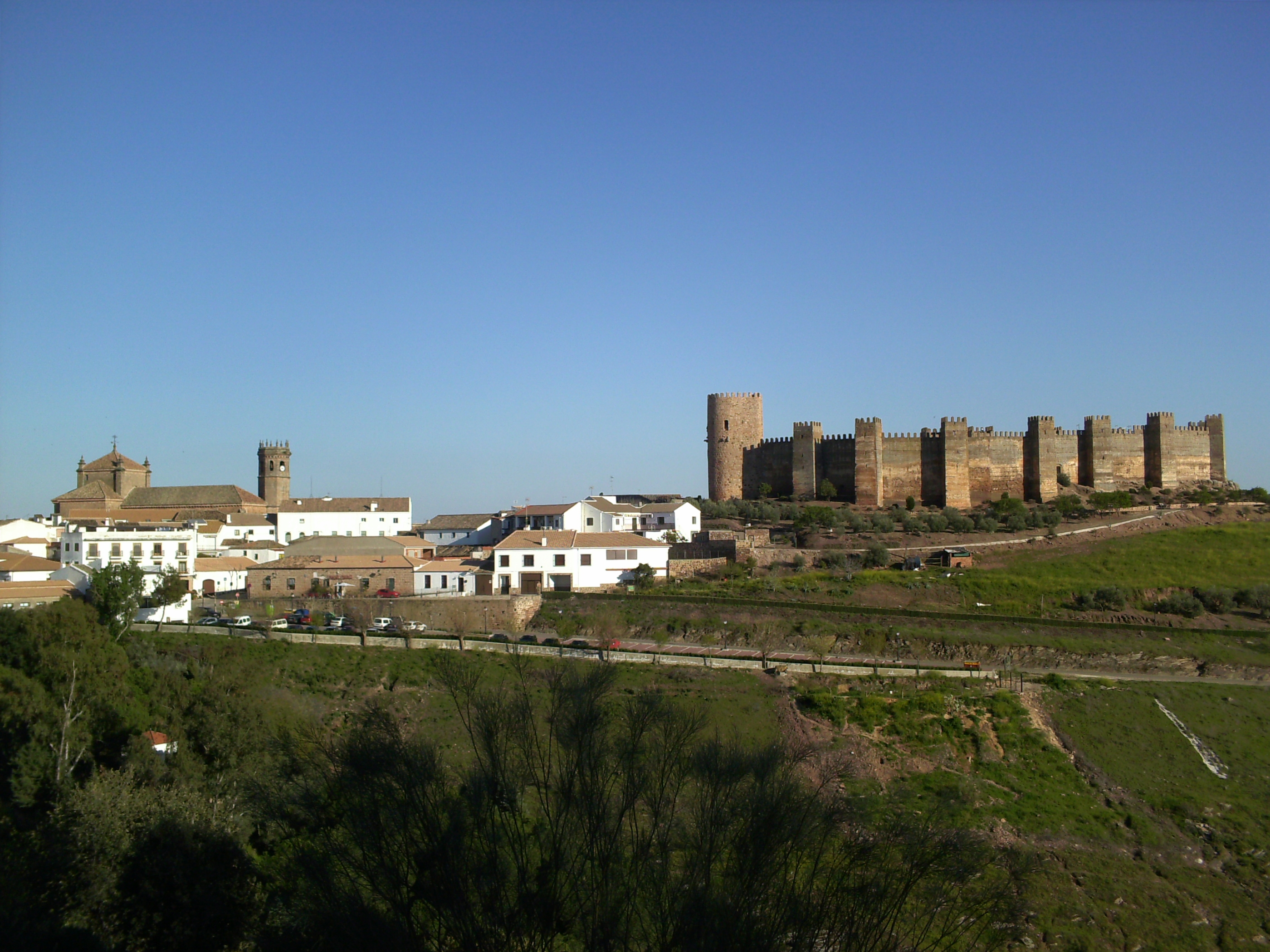
Baños de la Encina met Castillo de Burgalimar